# Felipe Baloy
Felipe Abdiel Baloy Ramírez (Panama, 24 febbraio 1981) è un ex calciatore panamense, di ruolo difensore.

## Carriera

### Nazionale
Debutta con la Nazionale panamense nel 2001. Dal 2012 è stato il nuovo capitano della Nazionale centroamericana. Convocato per la Copa América Centenario del 2016, viene convocato anche per il mondiale 2018,, dove è autore di una storica marcatura il 24 giugno 2018. Segna, infatti, la prima rete della sua nazionale nella fase finale di un mondiale, realizzando il gol della bandiera al 78º minuto (9 minuti dopo essere entrato in campo) della gara persa per 6-1 contro l'Inghilterra.

## Statistiche

### Cronologia presenze e reti in nazionale
| Cronologia completa delle presenze e delle reti in nazionale ― Panama | Cronologia completa delle presenze e delle reti in nazionale ― Panama | Cronologia completa delle presenze e delle reti in nazionale ― Panama | Cronologia completa delle presenze e delle reti in nazionale ― Panama | Cronologia completa delle presenze e delle reti in nazionale ― Panama | Cronologia completa delle presenze e delle reti in nazionale ― Panama | Cronologia completa delle presenze e delle reti in nazionale ― Panama | Cronologia completa delle presenze e delle reti in nazionale ― Panama |
| Data                                                                  | Città                                                                 | In casa                                                               | Risultato                                                             | Ospiti                                                                | Competizione                                                          | Reti                                                                  | Note                                                                  |
| --------------------------------------------------------------------- | --------------------------------------------------------------------- | --------------------------------------------------------------------- | --------------------------------------------------------------------- | --------------------------------------------------------------------- | --------------------------------------------------------------------- | --------------------------------------------------------------------- | --------------------------------------------------------------------- |
| 23-5-2001                                                             | San Pedro Sula                                                        | Panama                                                                | 2 – 1                                                                 | Honduras                                                              | Coppa delle nazioni UNCAF 2001 - 1º turno                             | -                                                                     | 22’                                                                   |
| 25-5-2001                                                             | Tegucigalpa                                                           | Panama                                                                | 1 – 2                                                                 | El Salvador                                                           | Coppa delle nazioni UNCAF 2001 - 1º turno                             | -                                                                     | 67’                                                                   |
| 3-6-2001                                                              | San Pedro Sula                                                        | Panama                                                                | 3 – 1                                                                 | Guatemala                                                             | Coppa delle nazioni UNCAF 2001 - 2º turno                             | -                                                                     |                                                                       |
| 27-6-2003                                                             | Panama                                                                | Panama                                                                | 2 – 0                                                                 | Cuba                                                                  | Amichevole                                                            | -                                                                     | 5’                                                                    |
| 29-6-2003                                                             | Panama                                                                | Panama                                                                | 1 – 0                                                                 | Cuba                                                                  | Amichevole                                                            | -                                                                     |                                                                       |
| 20-8-2003                                                             | Panama                                                                | Panama                                                                | 1 – 2                                                                 | Paraguay                                                              | Amichevole                                                            | -                                                                     | 32’                                                                   |
| 28-1-2004                                                             | Panama                                                                | Panama                                                                | 1 – 1                                                                 | El Salvador                                                           | Amichevole                                                            | -                                                                     |                                                                       |
| 13-6-2004                                                             | Panama                                                                | Panama                                                                | 4 – 0                                                                 | Saint Lucia                                                           | Qual. Mondiali 2006                                                   | -                                                                     |                                                                       |
| 20-6-2004                                                             | Vieux-Fort                                                            | Saint Lucia                                                           | 0 – 3                                                                 | Panama                                                                | Qual. Mondiali 2006                                                   | -                                                                     |                                                                       |
| 17-11-2004                                                            | Panama                                                                | Panama                                                                | 3 – 0                                                                 | El Salvador                                                           | Qual. Mondiali 2006                                                   | 1                                                                     |                                                                       |
| 9-2-2005                                                              | Panama                                                                | Panama                                                                | 0 – 0                                                                 | Guatemala                                                             | Qual. Mondiali 2006                                                   | -                                                                     |                                                                       |
| 26-3-2005                                                             | San Juan de Tibás                                                     | Costa Rica                                                            | 2 – 1                                                                 | Panama                                                                | Qual. Mondiali 2006                                                   | -                                                                     | 46’                                                                   |
| 30-3-2005                                                             | Panama                                                                | Panama                                                                | 1 – 1                                                                 | Messico                                                               | Qual. Mondiali 2006                                                   | -                                                                     | 23’                                                                   |
| 8-6-2005                                                              | Panama                                                                | Panama                                                                | 0 – 3                                                                 | Stati Uniti                                                           | Qual. Mondiali 2006                                                   | -                                                                     | 50’                                                                   |
| 6-7-2005                                                              | Miami                                                                 | Panama                                                                | 1 – 0                                                                 | Colombia                                                              | Gold Cup 2005 - 1º turno                                              | -                                                                     | 90+2’                                                                 |
| 9-7-2005                                                              | Miami                                                                 | Panama                                                                | 2 – 2                                                                 | Trinidad e Tobago                                                     | Gold Cup 2005 - 1º turno                                              | -                                                                     | 27’                                                                   |
| 17-7-2005                                                             | Houston                                                               | Sudafrica                                                             | 1 – 1 dts (3 – 5 dtr)                                                 | Panama                                                                | Gold Cup 2005 - Quarti di finale                                      | -                                                                     |                                                                       |
| 21-7-2005                                                             | East Rutherford                                                       | Colombia                                                              | 2 – 3                                                                 | Panama                                                                | Gold Cup 2005 - 1º turno                                              | -                                                                     | 21’                                                                   |
| 24-7-2005                                                             | East Rutherford                                                       | Stati Uniti                                                           | 0 – 0 dts (3 – 1 dtr)                                                 | Panama                                                                | Gold Cup 2005 - Finale                                                | -                                                                     |                                                                       |
| 18-8-2005                                                             | Città del Guatemala                                                   | Guatemala                                                             | 2 – 1                                                                 | Panama                                                                | Qual. Mondiali 2006                                                   | -                                                                     | 70’ (aut.)                                                            |
| 3-9-2005                                                              | Panama                                                                | Panama                                                                | 1 – 3                                                                 | Costa Rica                                                            | Qual. Mondiali 2006                                                   | -                                                                     |                                                                       |
| 7-9-2005                                                              | Città del Messico                                                     | Messico                                                               | 5 – 0                                                                 | Panama                                                                | Qual. Mondiali 2006                                                   | -                                                                     | 20’, 82’                                                              |
| 12-10-2005                                                            | Washington                                                            | Stati Uniti                                                           | 2 – 0                                                                 | Panama                                                                | Qual. Mondiali 2006                                                   | -                                                                     |                                                                       |
| 16-8-2006                                                             | Lima                                                                  | Perù                                                                  | 0 – 2                                                                 | Panama                                                                | Amichevole                                                            | -                                                                     |                                                                       |
| 6-9-2006                                                              | Città del Guatemala                                                   | Guatemala                                                             | 1 – 2                                                                 | Panama                                                                | Amichevole                                                            | -                                                                     | Ammonizione                                                           |
| 12-2-2007                                                             | San Salvador                                                          | Honduras                                                              | 1 – 1                                                                 | Panama                                                                | Coppa delle nazioni UNCAF 2007 - 1º turno                             | -                                                                     |                                                                       |
| 14-2-2007                                                             | San Salvador                                                          | Costa Rica                                                            | 1 – 0                                                                 | Panama                                                                | Coppa delle nazioni UNCAF 2007 - 1º turno                             | -                                                                     |                                                                       |
| 16-2-2007                                                             | San Salvador                                                          | Panama                                                                | 2 – 0                                                                 | Guatemala                                                             | Coppa delle nazioni UNCAF 2007 - Semifinale                           | 1                                                                     |                                                                       |
| 19-2-2007                                                             | San Salvador                                                          | Costa Rica                                                            | 1 – 1 (4 – 1 dtr)                                                     | Panama                                                                | Coppa delle nazioni UNCAF 2007 - Finale                               | -                                                                     |                                                                       |
| 8-6-2007                                                              | East Rutherford                                                       | Panama                                                                | 3 – 2                                                                 | Honduras                                                              | Gold Cup 2007 - 1º turno                                              | -                                                                     | cap.                                                                  |
| 10-6-2007                                                             | East Rutherford                                                       | Panama                                                                | 2 – 2                                                                 | Cuba                                                                  | Gold Cup 2007 - 1º turno                                              | -                                                                     | cap. 62’                                                              |
| 13-6-2007                                                             | Houston                                                               | Messico                                                               | 1 – 0                                                                 | Panama                                                                | Gold Cup 2007 - 1º turno                                              | -                                                                     | cap.                                                                  |
| 16-6-2007                                                             | Foxborough                                                            | Stati Uniti                                                           | 2 – 1                                                                 | Panama                                                                | Gold Cup 2007 - Quarti di finale                                      | -                                                                     | cap. 18’                                                              |
| 22-8-2007                                                             | Panama                                                                | Panama                                                                | 2 – 1                                                                 | Guatemala                                                             | Amichevole                                                            | -                                                                     | Ammonizione                                                           |
| 9-9-2007                                                              | Houston                                                               | Messico                                                               | 1 – 0                                                                 | Panama                                                                | Amichevole                                                            | -                                                                     | 33’ (aut.)                                                            |
| 12-9-2007                                                             | Puerto La Cruz                                                        | Venezuela                                                             | 1 – 1                                                                 | Panama                                                                | Amichevole                                                            | -                                                                     |                                                                       |
| 14-10-2007                                                            | Tegucigalpa                                                           | Honduras                                                              | 1 – 0                                                                 | Panama                                                                | Amichevole                                                            | -                                                                     | Ammonizione                                                           |
| 21-11-2007                                                            | Panama                                                                | Panama                                                                | 1 – 1                                                                 | Costa Rica                                                            | Amichevole                                                            | -                                                                     | Ammonizione                                                           |
| 20-8-2008                                                             | Santa Cruz de la Sierra                                               | Bolivia                                                               | 1 – 0                                                                 | Panama                                                                | Amichevole                                                            | -                                                                     |                                                                       |
| 31-3-2009                                                             | La Chorrera                                                           | Panama                                                                | 4 – 0                                                                 | Haiti                                                                 | Amichevole                                                            | -                                                                     |                                                                       |
| 7-6-2009                                                              | Kingston                                                              | Giamaica                                                              | 3 – 2                                                                 | Panama                                                                | Amichevole                                                            | -                                                                     | 90+1’                                                                 |
| 5-7-2009                                                              | Oakland                                                               | Panama                                                                | 1 – 2                                                                 | Guadalupa                                                             | Gold Cup 2009 - 1º turno                                              | -                                                                     | 26’                                                                   |
| 9-7-2009                                                              | Houston                                                               | Messico                                                               | 1 – 1                                                                 | Panama                                                                | Gold Cup 2009 - 1º turno                                              | -                                                                     | 3’                                                                    |
| 18-7-2009                                                             | Filadelfia                                                            | Stati Uniti                                                           | 2 – 1 dts                                                             | Panama                                                                | Gold Cup 2009 - Quarti di finale                                      | -                                                                     | 64’, 120’                                                             |
| 11-8-2010                                                             | Panama                                                                | Panama                                                                | 3 – 1                                                                 | Venezuela                                                             | Amichevole                                                            | -                                                                     |                                                                       |
| 9-10-2010                                                             | Panama                                                                | Panama                                                                | 1 – 0                                                                 | El Salvador                                                           | Amichevole                                                            | -                                                                     | 47’                                                                   |
| 12-10-2010                                                            | Panama                                                                | Panama                                                                | 1 – 0                                                                 | Perù                                                                  | Amichevole                                                            | -                                                                     |                                                                       |
| 17-1-2011                                                             | Panama                                                                | Panama                                                                | 2 – 0                                                                 | El Salvador                                                           | Coppa centroamericana 2011 - 1º turno                                 | -                                                                     | 75’                                                                   |
| 21-1-2011                                                             | Panama                                                                | Panama                                                                | 1 – 1 dts (2 – 4 dtr)                                                 | Costa Rica                                                            | Coppa centroamericana 2011 - Semifinale                               | -                                                                     |                                                                       |
| 23-1-2011                                                             | Panama                                                                | Panama                                                                | 0 – 0 dts (5 – 4 dtr)                                                 | El Salvador                                                           | Coppa centroamericana 2011 - Finale 3º posto                          | -                                                                     |                                                                       |
| 8-2-2011                                                              | Moquegua                                                              | Perù                                                                  | 1 – 0                                                                 | Panama                                                                | Amichevole                                                            | -                                                                     |                                                                       |
| 25-3-2011                                                             | Panama                                                                | Panama                                                                | 2 – 0                                                                 | Bolivia                                                               | Amichevole                                                            | -                                                                     | Ammonizione                                                           |
| 29-3-2011                                                             | L'Avana                                                               | Cuba                                                                  | 0 – 2                                                                 | Panama                                                                | Amichevole                                                            | -                                                                     |                                                                       |
| 8-6-2011                                                              | Detroit                                                               | Panama                                                                | 3 – 2                                                                 | Guadalupa                                                             | Gold Cup 2011 - 1º turno                                              | -                                                                     |                                                                       |
| 12-6-2011                                                             | Houston                                                               | Stati Uniti                                                           | 1 – 2                                                                 | Panama                                                                | Gold Cup 2011 - 1º turno                                              | -                                                                     |                                                                       |
| 15-6-2011                                                             | Kansas City                                                           | Canada                                                                | 1 – 1                                                                 | Panama                                                                | Gold Cup 2011 - 1º turno                                              | -                                                                     |                                                                       |
| 20-6-2011                                                             | Panama                                                                | Panama                                                                | 1 – 1 dts (5 – 3 dtr)                                                 | El Salvador                                                           | Gold Cup 2011 - Quarti di finale                                      | -                                                                     | 51’                                                                   |
| 22-6-2011                                                             | Houston                                                               | Stati Uniti                                                           | 1 – 0                                                                 | Panama                                                                | Gold Cup 2011 - Semifinale                                            | -                                                                     |                                                                       |
| 11-8-2011                                                             | Santa Cruz de la Sierra                                               | Bolivia                                                               | 1 – 3                                                                 | Panama                                                                | Amichevole                                                            | -                                                                     | Ammonizione                                                           |
| 8-10-2011                                                             | Roseau                                                                | Dominica                                                              | 0 – 5                                                                 | Panama                                                                | Qual. Mondiali 2014                                                   | -                                                                     |                                                                       |
| 12-10-2011                                                            | Panama                                                                | Panama                                                                | 5 – 1                                                                 | Nicaragua                                                             | Qual. Mondiali 2014                                                   | -                                                                     |                                                                       |
| 12-11-2011                                                            | Panama                                                                | Panama                                                                | 2 – 0                                                                 | Costa Rica                                                            | Amichevole                                                            | -                                                                     |                                                                       |
| 16-11-2011                                                            | Panama                                                                | Panama                                                                | 3 – 0                                                                 | Dominica                                                              | Qual. Mondiali 2014                                                   | -                                                                     |                                                                       |
| 1-6-2012                                                              | Panama                                                                | Panama                                                                | 2 – 1                                                                 | Giamaica                                                              | Amichevole                                                            | -                                                                     |                                                                       |
| 8-6-2012                                                              | San Pedro Sula                                                        | Honduras                                                              | 0 – 2                                                                 | Panama                                                                | Qual. Mondiali 2014                                                   | -                                                                     | cap.                                                                  |
| 12-6-2012                                                             | Panama                                                                | Panama                                                                | 1 – 0                                                                 | Cuba                                                                  | Qual. Mondiali 2014                                                   | -                                                                     | cap.                                                                  |
| 15-8-2012                                                             | Loulé                                                                 | Portogallo                                                            | 2 – 0                                                                 | Panama                                                                | Amichevole                                                            | -                                                                     |                                                                       |
| 7-9-2012                                                              | Toronto                                                               | Canada                                                                | 1 – 0                                                                 | Panama                                                                | Qual. Mondiali 2014                                                   | -                                                                     |                                                                       |
| 12-9-2012                                                             | Panama                                                                | Panama                                                                | 2 – 0                                                                 | Canada                                                                | Qual. Mondiali 2014                                                   | -                                                                     |                                                                       |
| 13-10-2012                                                            | Panama                                                                | Panama                                                                | 0 – 0                                                                 | Honduras                                                              | Qual. Mondiali 2014                                                   | -                                                                     |                                                                       |
| 17-10-2012                                                            | L'Avana                                                               | Cuba                                                                  | 1 – 1                                                                 | Panama                                                                | Qual. Mondiali 2014                                                   | -                                                                     |                                                                       |
| 14-11-2012                                                            | Panama                                                                | Panama                                                                | 1 – 5                                                                 | Spagna                                                                | Amichevole                                                            | -                                                                     | cap. 81’                                                              |
| 7-2-2013                                                              | Panama                                                                | Panama                                                                | 2 – 2                                                                 | Costa Rica                                                            | Qual. Mondiali 2014                                                   | -                                                                     | cap. 62’                                                              |
| 23-3-2013                                                             | Kingston                                                              | Giamaica                                                              | 1 – 1                                                                 | Panama                                                                | Amichevole                                                            | -                                                                     | cap.                                                                  |
| 27-3-2013                                                             | Panama                                                                | Panama                                                                | 2 – 0                                                                 | Honduras                                                              | Qual. Mondiali 2014                                                   | -                                                                     | cap.                                                                  |
| 7-6-2013                                                              | Panama                                                                | Panama                                                                | 0 – 0                                                                 | Messico                                                               | Qual. Mondiali 2014                                                   | -                                                                     | cap.                                                                  |
| 11-6-2013                                                             | Seattle                                                               | Stati Uniti                                                           | 2 – 0                                                                 | Panama                                                                | Qual. Mondiali 2014                                                   | -                                                                     | cap.                                                                  |
| 18-6-2013                                                             | San José                                                              | Costa Rica                                                            | 2 – 0                                                                 | Panama                                                                | Qual. Mondiali 2014                                                   | -                                                                     | cap. 90+4’                                                            |
| 11-9-2013                                                             | Tegucigalpa                                                           | Honduras                                                              | 2 – 2                                                                 | Panama                                                                | Qual. Mondiali 2014                                                   | -                                                                     | cap. 43’                                                              |
| 11-10-2013                                                            | Città del Messico                                                     | Messico                                                               | 2 – 1                                                                 | Panama                                                                | Qual. Mondiali 2014                                                   | -                                                                     | cap.                                                                  |
| 16-10-2013                                                            | Panama                                                                | Panama                                                                | 2 – 3                                                                 | Stati Uniti                                                           | Qual. Mondiali 2014                                                   | -                                                                     | cap.                                                                  |
| 3-6-2014                                                              | Goiânia                                                               | Brasile                                                               | 4 – 0                                                                 | Panama                                                                | Amichevole                                                            | -                                                                     | cap.                                                                  |
| 9-10-2015                                                             | Panama                                                                | Panama                                                                | 1 – 2                                                                 | Trinidad e Tobago                                                     | Amichevole                                                            | -                                                                     | cap.                                                                  |
| 14-10-2015                                                            | Toluca                                                                | Messico                                                               | 1 – 0                                                                 | Panama                                                                | Amichevole                                                            | -                                                                     | cap.                                                                  |
| 14-11-2015                                                            | Kingston                                                              | Giamaica                                                              | 0 – 2                                                                 | Panama                                                                | Qual. Mondiali 2018                                                   | -                                                                     | cap.                                                                  |
| 18-11-2015                                                            | Panama                                                                | Panama                                                                | 1 – 2                                                                 | Costa Rica                                                            | Qual. Mondiali 2018                                                   | -                                                                     | cap. 13’                                                              |
| 26-3-2016                                                             | Port-au-Prince                                                        | Haiti                                                                 | 0 – 0                                                                 | Panama                                                                | Qual. Mondiali 2018                                                   | -                                                                     | cap.                                                                  |
| 29-3-2016                                                             | Panama                                                                | Panama                                                                | 1 – 0                                                                 | Haiti                                                                 | Qual. Mondiali 2018                                                   | 1                                                                     | cap.                                                                  |
| 24-5-2016                                                             | Panama                                                                | Panama                                                                | 0 – 0                                                                 | Venezuela                                                             | Amichevole                                                            | -                                                                     | cap. 58’                                                              |
| 29-5-2016                                                             | Commerce City                                                         | Panama                                                                | 0 – 2                                                                 | Brasile                                                               | Amichevole                                                            | -                                                                     | cap.                                                                  |
| 7-6-2016                                                              | Orlando                                                               | Panama                                                                | 2 – 1                                                                 | Bolivia                                                               | Coppa America Centenario - 1º turno                                   | -                                                                     | cap. 77’                                                              |
| 11-6-2016                                                             | Chicago                                                               | Argentina                                                             | 5 – 0                                                                 | Panama                                                                | Coppa America Centenario - 1º turno                                   | -                                                                     | cap. 17’                                                              |
| 3-9-2016                                                              | Panama                                                                | Panama                                                                | 2 – 0                                                                 | Giamaica                                                              | Qual. Mondiali 2018                                                   | -                                                                     | cap.                                                                  |
| 10-11-2016                                                            | San Pedro Sula                                                        | Honduras                                                              | 0 – 1                                                                 | Panama                                                                | Qual. Mondiali 2018                                                   | -                                                                     | cap. 42’                                                              |
| 25-3-2017                                                             | Port of Spain                                                         | Trinidad e Tobago                                                     | 1 – 0                                                                 | Panama                                                                | Qual. Mondiali 2018                                                   | -                                                                     | cap.                                                                  |
| 29-3-2017                                                             | Panama                                                                | Panama                                                                | 1 – 1                                                                 | Stati Uniti                                                           | Qual. Mondiali 2018                                                   | -                                                                     | cap.                                                                  |
| 2-9-2017                                                              | Città del Messico                                                     | Messico                                                               | 1 – 0                                                                 | Panama                                                                | Qual. Mondiali 2018                                                   | -                                                                     | cap.                                                                  |
| 6-9-2017                                                              | Panama                                                                | Panama                                                                | 3 – 0                                                                 | Trinidad e Tobago                                                     | Qual. Mondiali 2018                                                   | -                                                                     | 80’                                                                   |
| 6-10-2017                                                             | Orlando                                                               | Stati Uniti                                                           | 4 – 0                                                                 | Panama                                                                | Qual. Mondiali 2018                                                   | -                                                                     | cap. 34’ 46’                                                          |
| 14-11-2017                                                            | Cardiff                                                               | Galles                                                                | 1 – 1                                                                 | Panama                                                                | Amichevole                                                            | -                                                                     | cap.                                                                  |
| 22-3-2018                                                             | Brøndby                                                               | Danimarca                                                             | 1 – 0                                                                 | Panama                                                                | Amichevole                                                            | -                                                                     | cap. 67’                                                              |
| 30-5-2018                                                             | Panama                                                                | Panama                                                                | 0 – 0                                                                 | Irlanda del Nord                                                      | Amichevole                                                            | -                                                                     | cap. 76’                                                              |
| 24-6-2018                                                             | Nižnij Novgorod                                                       | Inghilterra                                                           | 6 – 1                                                                 | Panama                                                                | Mondiali 2018 - 1º turno                                              | 1                                                                     | 69’                                                                   |
| Totale                                                                |                                                                       | Presenze (10º posto)                                                  | 103                                                                   |                                                                       | Reti                                                                  | 4                                                                     |                                                                       |